# Sezonul de Formula 1 din 2019
Campionatul Mondial de Formula 1 din 2019 a fost cel de-al 73-lea sezon al curselor auto pentru mașinile de Formula 1, recunoscut de organismul de conducere al sportului internațional, Federația Internațională de Automobilism, ca fiind competiția de cea mai înaltă clasă pentru mașinile de curse. A inclus cea de-a 70-a ediție a Campionatului Mondial al Piloților, și a 62-a ediție a Campionatului Mondial al Constructorilor. Sezonul a fost disputat pe parcursul a douăzeci și unu de curse, începând cu Marele Premiu al Australiei pe 17 martie și terminându-se cu Marele Premiu de la Abu Dhabi pe 1 decembrie.
Echipa Mercedes a devenit campioană și în acest sezon, pentru al șaselea an la rând, după rezultatele obținute de piloții săi în Marele Premiu al Japoniei. La finalul Marelui Premiu al Statelor Unite, terminând pe locul 2, Lewis Hamilton a devenit campionul mondial la piloți din acest sezon, adjudecându-și titlul pentru a șasea oară în carieră.

## Piloții și echipele înscrise în campionat
Piloții și echipele următoare au fost incluse în sezonul din 2019 al campionatului. Echipele au concurat cu anvelopele furnizate de Pirelli.
| Imagine                   | Concurent                        | Constructor         | Unitate de putere      | Șasiu  | Piloți   | Piloți                                      | Piloți           |
| Imagine                   | Concurent                        | Constructor         | Unitate de putere      | Șasiu  | Nr.      | Numele pilotului                            | Etape            |
| ------------------------- | -------------------------------- | ------------------- | ---------------------- | ------ | -------- | ------------------------------------------- | ---------------- |
| Mercedes F1 W10 EQ Power+ | Mercedes-AMG Petronas Motorsport | Mercedes            | Mercedes M10 EQ Power+ | F1 W10 | 44 77    | Lewis Hamilton Valtteri Bottas              | Toate            |
| Ferrari SF90              | Scuderia Ferrari Mission Winnow  | Ferrari             | Ferrari 064            | SF90   | 5 16     | Sebastian Vettel Charles Leclerc            | Toate            |
| Red Bull Racing RB15      | Aston Martin Red Bull Racing     | Red Bull Racing     | Honda RA619H           | RB15   | 10 23 33 | Pierre Gasly Alexander Albon Max Verstappen | 1-12 13-21 Toate |
| Renault R.S.19            | Renault F1 Team                  | Renault             | Renault E-Tech 19      | R.S.19 | 3 27     | Daniel Ricciardo Nico Hülkenberg            | Toate            |
| Haas VF-19                | Rich Energy Haas F1 Team         | Haas                | Ferrari 064            | VF-19  | 8 20     | Romain Grosjean Kevin Magnussen             | Toate            |
| McLaren MCL34             | McLaren F1 Team                  | McLaren             | Renault E-Tech 19      | MCL34  | 4 55     | Lando Norris Carlos Sainz Jr.               | Toate            |
| Racing Point RP19         | Racing Point F1 Team             | Racing Point        | BWT Mercedes           | RP19   | 11 18    | Sergio Pérez Lance Stroll                   | Toate            |
| Alfa Romeo Racing C38     | Alfa Romeo Racing                | Alfa Romeo Racing   | Ferrari 064            | C38    | 7 99     | Kimi Räikkönen Antonio Giovinazzi           | Toate            |
| Toro Rosso STR14          | Red Bull Toro Rosso Honda        | Scuderia Toro Rosso | Honda RA619H           | STR14  | 10 23 26 | Pierre Gasly Alexander Albon Daniil Kveat   | 13-21 1-12 Toate |
| Williams FW42             | ROKiT Williams Racing            | Williams            | Mercedes M10 EQ Power+ | FW42   | 63 88    | George Russell Robert Kubica                | Toate            |
| Surse:                    |                                  |                     |                        |        |          |                                             |                  |

## Calendar

Națiunile care au găzduit curse de Formula 1 în 2019 sunt arătate în verde. Națiunile care au găzduit curse de Formula 1 în trecut sunt arătate în gri închis

Cele 21 de Mari Premii care au făcut parte din Campionatul Mondial din 2019:
| 1.                                         | 2.                                                  | 3.                                                   | 4.                                             |
| ------------------------------------------ | --------------------------------------------------- | ---------------------------------------------------- | ---------------------------------------------- |
| Marele Premiu al Australiei 15-17 martie   | Marele Premiu al Bahrainului 29-31 martie           | Marele Premiu al Chinei 12-14 aprilie                | Marele Premiu al Azerbaidjanului 26-28 aprilie |
| Albert Park (S)                            | Bahrain (P)                                         | Shanghai (P)                                         | Baku (S)                                       |
| 5.                                         | 6.                                                  | 7.                                                   | 8.                                             |
| Marele Premiu al Spaniei 10-12 mai         | Marele Premiu al Principatului Monaco 23, 25-26 mai | Marele Premiu al Canadei 7-9 iunie                   | Marele Premiu al Franței 21-23 iunie           |
| Catalunya (P)                              | Monaco (S)                                          | Gilles Villeneuve (S)                                | Paul Ricard (P)                                |
| 9.                                         | 10.                                                 | 11.                                                  | 12.                                            |
| Marele Premiu al Austriei 28-30 iunie      | Marele Premiu al Marii Britanii 12-14 iulie         | Marele Premiu al Germaniei 26-28 iulie               | Marele Premiu al Ungariei 2-4 august           |
| Red Bull Ring (P)                          | Silverstone (P)                                     | Hockenheimring (P)                                   | Hungaroring (P)                                |
| 13.                                        | 14.                                                 | 15.                                                  | 16.                                            |
| Marele Premiu al Belgiei 30 aug-1 sep      | Marele Premiu al Italiei 6-8 septembrie             | Marele Premiu al statului Singapore 20-22 septembrie | Marele Premiu al Rusiei 27-29 septembrie       |
| Spa-Francorchamps (P)                      | Monza (P)                                           | Marina Bay (S)                                       | Soci (P)                                       |
| 17.                                        | 18.                                                 | 19.                                                  | 20.                                            |
| Marele Premiu al Japoniei 11-13 octombrie  | Marele Premiu al Mexicului 25-27 octombrie          | Marele Premiu al Statelor Unite 1-3 noiembrie        | Marele Premiu al Braziliei 15-17 noiembrie     |
| Suzuka (P)                                 | Hermanos Rodríguez (P)                              | Americilor (P)                                       | Interlagos (P)                                 |
| 21.                                        |                                                     |                                                      |                                                |
| Marele Premiu de la Abu Dhabi 29 noi-1 dec |                                                     |                                                      |                                                |
| Yas Marina (P)                             |                                                     |                                                      |                                                |
| (P) - pistă; (S) - stradă. Surse:          |                                                     |                                                      |                                                |

## Pneuri
| MP              | C1 | C2 | C3 | C4 | C5 |
| --------------- | -- | -- | -- | -- | -- |
| AUS             |    | H  | M  | S  |    |
| BHR             | H  | M  | S  |    |    |
| CHN             |    | H  | M  | S  |    |
| AZE             |    | H  | M  | S  |    |
| ESP             | H  | M  | S  |    |    |
| MON             |    |    | H  | M  | S  |
| CAN             |    |    | H  | M  | S  |
| FRA             |    | H  | M  | S  |    |
| AUT             |    | H  | M  | S  |    |
| GBR             | H  | M  | S  |    |    |
| GER             |    | H  | M  | S  |    |
| HUN             |    | H  | M  | S  |    |
| BEL             | H  | M  | S  |    |    |
| ITA             |    | H  | M  | S  |    |
| SGP             |    |    | H  | M  | S  |
| RUS             |    | H  | M  | S  |    |
| JPN             | H  | M  | S  |    |    |
| MEX             |    | H  | M  | S  |    |
| USA             |    | H  | M  | S  |    |
| BRA             | H  | M  | S  |    |    |
| ABU             |    |    | H  | M  | S  |
| Sursa: Pirelli. |    |    |    |    |    |

Pentru 2019 sunt doar 5 compuși, de la C1 la C5, cu C1 fiind cel mai dur, iar C5 fiind cel mai moale. Pirelli a fost furnizorul oficial de pneuri și în acest sezon.
Odată cu reglementările în continuă schimbare, pentru a îmbunătăți spectacolul și pentru a simplifica lucrurile pentru o nouă generație de spectatori, au fost făcute schimbări în zonele cele mai vitale.
Sezonul trecut (2018) au fost 7 compuși (plus încă 2 pentru condițiile de ploaie) — de la hypersoft până la superhard — cu toate culorile curcubeului pentru a fi diferențiate. În acest an, gama de culori este redusă de la 7 la 3.
| C1     |                 | Dur (Alb)       | Does not appear | Does not appear     | Does not appear     | Does not appear     | Uscat                | 1   | 5   |
| C2     |                 | Dur (Alb)       | Mediu (Galben)  | Does not appear     | Does not appear     | 2                   | Uscat                | 4   |     |
| C3     |                 | Dur (Alb)       | Mediu (Galben)  | Moale (Roșu)        | 3                   | 3                   | Uscat                |     |     |
| C4     | Does not appear | Does not appear | Mediu (Galben)  | Moale (Roșu)        | 4                   | 2                   | Uscat                |     |     |
| C5     | Does not appear | Does not appear | Does not appear | Does not appear     | 5                   | 1                   | Uscat                |     |     |
| –      |                 |                 |                 | Intermediar (Verde) | Intermediar (Verde) | Intermediar (Verde) | Umed (Ploaie ușoară) | N/A | N/A |
| –      |                 |                 |                 | Umed (Albastru)     | Umed (Albastru)     | Umed (Albastru)     | Umed (Ploaie)        | N/A | N/A |
| Sursa: |                 |                 |                 |                     |                     |                     |                      |     |     |

Au existat șapte compuși ai anvelopelor disponibile pentru sezonul 2019. Doi dintre aceștia au fost destinați condusului pe vreme umedă, intermediarul (indicat de un perete lateral verde) pentru condiții de ploaie ușoară, și complet umed (indicat de un perete lateral albastru) pentru ape stătătoare. Aceștia au fost disponibili tuturor echipelor la fiecare Mare Premiu. Restul de cinci compuși ai anvelopelor au fost pentru vreme uscată și sunt denumiți C1 până la C5, C1 fiind cea mai dură anvelopă ceea ce înseamnă că oferă cea mai mică aderență, dar este cea mai durabilă, iar C5 fiind cea mai moale având cea mai mare aderență, dar fiind cea mai puțin rezistentă. Cei cinci compuși ai anvelopelor formează o scară glisantă a durabilității și a nivelurilor de aderență pe asfalt.
Pirelli a desemnat trei dintre compușii care au fost rulați la fiecare cursă. Dintre acești trei, compusul cel mai rezisent a fost numit cauciucul dur (hard) pentru acel weekend și a fost notat de un perete lateral alb, în timp ce cel mai aderent compus a fost denumit moale (soft) și a fost notat de un perete lateral roșu, cu a treia dintre anvelopele nominalizate numită anvelopa medie (medium) care a fost notată de un perete lateral galben.

## Rezultate și clasamente

### Marile Premii
| Etapa | Mare Premiu                | Pole position    | Cel mai rapid tur | Pilotul câștigător | Constructorul câștigător | Raport | Lider | Lider |
| Etapa | Mare Premiu                | Pole position    | Cel mai rapid tur | Pilotul câștigător | Constructorul câștigător | Raport | Pilot | Dif.  |
| ----- | -------------------------- | ---------------- | ----------------- | ------------------ | ------------------------ | ------ | ----- | ----- |
| 1     | MP al Australiei           | Lewis Hamilton   | Valtteri Bottas   | Valtteri Bottas    | Mercedes                 | Raport | BOT   | 8     |
| 2     | MP al Bahrainului          | Charles Leclerc  | Charles Leclerc   | Lewis Hamilton     | Mercedes                 | Raport | BOT   | 1     |
| 3     | MP al Chinei               | Valtteri Bottas  | Pierre Gasly      | Lewis Hamilton     | Mercedes                 | Raport | HAM   | 6     |
| 4     | MP al Azerbaidjanului      | Valtteri Bottas  | Charles Leclerc   | Valtteri Bottas    | Mercedes                 | Raport | BOT   | 1     |
| 5     | MP al Spaniei              | Valtteri Bottas  | Lewis Hamilton    | Lewis Hamilton     | Mercedes                 | Raport | HAM   | 7     |
| 6     | MP al Principatului Monaco | Lewis Hamilton   | Pierre Gasly      | Lewis Hamilton     | Mercedes                 | Raport | HAM   | 17    |
| 7     | MP al Canadei              | Sebastian Vettel | Valtteri Bottas   | Lewis Hamilton     | Mercedes                 | Raport | HAM   | 29    |
| 8     | MP al Franței              | Lewis Hamilton   | Sebastian Vettel  | Lewis Hamilton     | Mercedes                 | Raport | HAM   | 36    |
| 9     | MP al Austriei             | Charles Leclerc  | Max Verstappen    | Max Verstappen     | Red Bull Racing-Honda    | Raport | HAM   | 31    |
| 10    | MP al Marii Britanii       | Valtteri Bottas  | Lewis Hamilton    | Lewis Hamilton     | Mercedes                 | Raport | HAM   | 39    |
| 11    | MP al Germaniei            | Lewis Hamilton   | Max Verstappen    | Max Verstappen     | Red Bull Racing-Honda    | Raport | HAM   | 41    |
| 12    | MP al Ungariei             | Max Verstappen   | Max Verstappen    | Lewis Hamilton     | Mercedes                 | Raport | HAM   | 62    |
| 13    | MP al Belgiei              | Charles Leclerc  | Sebastian Vettel  | Charles Leclerc    | Ferrari                  | Raport | HAM   | 65    |
| 14    | MP al Italiei              | Charles Leclerc  | Lewis Hamilton    | Charles Leclerc    | Ferrari                  | Raport | HAM   | 63    |
| 15    | MP al statului Singapore   | Charles Leclerc  | Kevin Magnussen   | Sebastian Vettel   | Ferrari                  | Raport | HAM   | 65    |
| 16    | MP al Rusiei               | Charles Leclerc  | Lewis Hamilton    | Lewis Hamilton     | Mercedes                 | Raport | HAM   | 73    |
| 17    | MP al Japoniei             | Sebastian Vettel | Lewis Hamilton    | Valtteri Bottas    | Mercedes                 | Raport | HAM   | 64    |
| 18    | MP al Mexicului            | Charles Leclerc  | Charles Leclerc   | Lewis Hamilton     | Mercedes                 | Raport | HAM   | 74    |
| 19    | MP al Statelor Unite       | Valtteri Bottas  | Charles Leclerc   | Valtteri Bottas    | Mercedes                 | Raport | HAM   | 67    |
| 20    | MP al Braziliei            | Max Verstappen   | Valtteri Bottas   | Max Verstappen     | Red Bull Racing-Honda    | Raport | HAM   | 73    |
| 21    | MP de la Abu Dhabi         | Lewis Hamilton   | Lewis Hamilton    | Lewis Hamilton     | Mercedes                 | Raport | HAM   | 87    |

### Sistemul de punctaj
Punctele sunt acordate primilor zece piloți care au terminat în fiecare cursă, folosind următoarea structură:
| Loc    | 1  | 2  | 3  | 4  | 5  | 6 | 7 | 8 | 9 | 10 | CMRT |
| Puncte | 25 | 18 | 15 | 12 | 10 | 8 | 6 | 4 | 2 | 1  | 1    |

Pentru a obține toate punctele, câștigătorul cursei trebuie să termine cel puțin 75% din distanța programată. Jumătate de puncte sunt acordate dacă câștigătorul cursei termină mai puțin de 75% din distanță, cu condiția terminării a cel puțin două tururi complete. În cazul de egalitate la încheierea campionatului, se folosește un sistem de numărătoare, cel mai bun rezultat fiind folosit pentru a decide clasamentul final.

### Clasament Campionatul Mondial al Piloților
| Poz. | Pilot              | AUS | BHR  | CHN | AZE | SPA | MON | CAN | FRA | AUT | GBR | GER | UNG  | BEL | ITA | SIN | RUS | JAP | MEX  | SUA | BRA | ABU  | Pct.   |
| Poz. | Pilot              |     |      |     |     |     |     |     |     |     |     |     |      |     |     |     |     |     |      |     |     |      | Pct.   |
| ---- | ------------------ | --- | ---- | --- | --- | --- | --- | --- | --- | --- | --- | --- | ---- | --- | --- | --- | --- | --- | ---- | --- | --- | ---- | ------ |
| 1    | Lewis Hamilton     | 2P  | 1    | 1   | 2   | 1R  | 1P  | 1   | 1P  | 5   | 1R  | 9P  | 1    | 2   | 3R  | 4   | 1R  | 3R  | 1    | 2   | 7   | 1P R | 413    |
| 2    | Valtteri Bottas    | 1R  | 2    | 2P  | 1P  | 2P  | 3   | 4R  | 2   | 3   | 2P  | Ab  | 8    | 3   | 2   | 5   | 2   | 1   | 3    | 1P  | AbR | 4    | 326    |
| 3    | Max Verstappen     | 3   | 4    | 4   | 4   | 3   | 4   | 5   | 4   | 1R  | 5   | 1R  | 2P R | Ab  | 8   | 3   | 4   | Ab  | 6    | 3   | 1P  | 2    | 278    |
| 4    | Charles Leclerc    | 5   | 3P R | 5   | 5R  | 5   | Ab  | 3   | 3   | 2P  | 3   | Ab  | 4    | 1P  | 1P  | 2P  | 3P  | 6   | 4P R | 4R  | Ab  | 3    | 264    |
| 5    | Sebastian Vettel   | 4   | 5    | 3   | 3   | 4   | 2   | 2P  | 5R  | 4   | 16  | 2   | 3    | 4R  | 13  | 1   | Ab  | 2P  | 2    | Ab  | Ab  | 5    | 240    |
| 6    | Carlos Sainz Jr.   | Ab  | 19*  | 14  | 7   | 8   | 6   | 11  | 6   | 8   | 6   | 5   | 5    | Ab  | Ab  | 12  | 6   | 5   | 13   | 8   | 3   | 10   | 96     |
| 7    | Pierre Gasly       | 11  | 8    | 6R  | Ab  | 6   | 5R  | 8   | 10  | 7   | 4   | 14* | 6    | 9   | 11  | 8   | 14  | 7   | 9    | 16  | 2   | 18   | 95     |
| 8    | Alexander Albon    | 14  | 9    | 10  | 11  | 11  | 8   | Ab  | 15  | 15  | 12  | 6   | 10   | 5   | 6   | 6   | 5   | 4   | 5    | 5   | 14  | 6    | 92     |
| 9    | Daniel Ricciardo   | Ab  | 18*  | 7   | Ab  | 12  | 9   | 6   | 11  | 12  | 7   | Ab  | 14   | 14  | 4   | 14  | Ab  | DSC | 8    | 6   | 6   | 11   | 54     |
| 10   | Sergio Pérez       | 13  | 10   | 8   | 6   | 15  | 12  | 12  | 12  | 11  | 17  | Ab  | 11   | 6   | 7   | Ab  | 7   | 8   | 7    | 10  | 9   | 7    | 52     |
| 11   | Lando Norris       | 12  | 6    | 18* | 8   | Ab  | 11  | Ab  | 9   | 6   | 11  | Ab  | 9    | 11* | 10  | 7   | 8   | 11  | Ab   | 7   | 8   | 8    | 49     |
| 12   | Kimi Räikkönen     | 8   | 7    | 9   | 10  | 14  | 17  | 15  | 7   | 9   | 8   | 12  | 7    | 16  | 15  | Ab  | 13  | 12  | Ab   | 11  | 4   | 13   | 43     |
| 13   | Daniil Kveat       | 10  | 12   | Ab  | Ab  | 9   | 7   | 10  | 14  | 17  | 9   | 3   | 15   | 7   | Ab  | 15  | 12  | 10  | 11   | 12  | 10  | 9    | 37     |
| 14   | Nico Hülkenberg    | 7   | 17*  | Ab  | 14  | 13  | 13  | 7   | 8   | 13  | 10  | Ab  | 12   | 8   | 5   | 9   | 10  | DSC | 10   | 9   | 15  | 12   | 37     |
| 15   | Lance Stroll       | 9   | 14   | 12  | 9   | Ab  | 16  | 9   | 13  | 14  | 13  | 4   | 17   | 10  | 12  | 13  | 11  | 9   | 12   | 13  | Ab  | Ab   | 21     |
| 16   | Kevin Magnussen    | 6   | 13   | 13  | 13  | 7   | 14  | 17  | 17  | 19  | Ab  | 8   | 13   | 12  | Ab  | 17R | 9   | 15  | 15   | 18* | 11  | 14   | 20     |
| 17   | Antonio Giovinazzi | 15  | 11   | 15  | 12  | 16  | 19  | 13  | 16  | 10  | Ab  | 13  | 18   | 18* | 9   | 10  | 15  | 14  | 14   | 14  | 5   | 16   | 14     |
| 18   | Romain Grosjean    | Ab  | Ab   | 11  | Ab  | 10  | 10  | 14  | Ab  | 16  | Ab  | 7   | Ab   | 13  | 16  | 11  | Ab  | 13  | 17   | 15  | 13  | 15   | 8      |
| 19   | Robert Kubica      | 17  | 16   | 17  | 16  | 18  | 18  | 18  | 18  | 20  | 15  | 10  | 19   | 17  | 17  | 16  | Ab  | 17  | 18   | Ab  | 16  | 19   | 1      |
| 20   | George Russell     | 16  | 15   | 16  | 15  | 17  | 15  | 16  | 19  | 18  | 14  | 11  | 16   | 15  | 14  | Ab  | Ab  | 16  | 16   | 17  | 12  | 17   | 0      |
| Poz. | Pilot              | AUS | BHR  | CHN | AZE | SPA | MON | CAN | FRA | AUT | GBR | GER | UNG  | BEL | ITA | SIN | RUS | JAP | MEX  | SUA | BRA | ABU  | Puncte |

| Legendă      | Legendă                                                |
| Culoare      | Rezultat                                               |
| ------------ | ------------------------------------------------------ |
| Auriu        | Câștigător                                             |
| Argintiu     | Locul 2                                                |
| Bronz        | Locul 3                                                |
| Verde        | Alte locuri care punctează                             |
| Albastru     | Alte locuri                                            |
| Albastru     | Nu s-a clasat, dar a terminat cursa (NC)               |
| Purpuriu     | A abandonat cursa (Ab)                                 |
| Negru        | Descalificat (DSC)                                     |
| Alb          | Nu a luat startul (NS)                                 |
| Roșu         | Nu s-a calificat (NSC)                                 |
| Fără culoare | Retras înainte de calificări (Ret)                     |
| Fără culoare | Exclus (EX)                                            |
| Fără culoare | Nu a participat (celulă goală)                         |
| Adnotare     | Însemnătate                                            |
| P            | Pole position                                          |
| R            | Cel mai rapid tur                                      |
| *            | Nu a terminat, dar a parcurs mai mult de 90% din cursă |

### Clasament Campionatul Mondial al Constructorilor
| Poz. | Constructor               | AUS | BHR  | CHN | AZE | SPA | MON | CAN | FRA | AUT | GBR | GER | UNG  | BEL | ITA | SIN | RUS | JAP | MEX  | SUA | BRA  | ABU  | Pct.   |
| Poz. | Constructor               |     |      |     |     |     |     |     |     |     |     |     |      |     |     |     |     |     |      |     |      |      | Pct.   |
| ---- | ------------------------- | --- | ---- | --- | --- | --- | --- | --- | --- | --- | --- | --- | ---- | --- | --- | --- | --- | --- | ---- | --- | ---- | ---- | ------ |
| 1    | Mercedes                  | 1R  | 1    | 1   | 1P  | 1R  | 1P  | 1   | 1P  | 3   | 1R  | 9P  | 1    | 2   | 2   | 4   | 1R  | 1   | 1    | 1P  | 5    | 1P R | 739    |
| 1    | Mercedes                  | 2P  | 2    | 2P  | 2   | 2P  | 3   | 4R  | 2   | 5   | 2P  | Ab  | 8    | 3   | 3R  | 5   | 2   | 3R  | 3    | 2   | RetR | 4    | 739    |
| 2    | Ferrari                   | 4   | 3P R | 3   | 3   | 4   | 2   | 2P  | 3   | 2P  | 3   | 2   | 3    | 1P  | 1P  | 1   | 3P  | 2P  | 2    | 4R  | Ab   | 3    | 504    |
| 2    | Ferrari                   | 5   | 5    | 5   | 5R  | 5   | Ab  | 3   | 5R  | 4   | 16  | Ab  | 4    | 4R  | 13  | 2P  | Ab  | 6   | 4P R | Ab  | Ab   | 5    | 504    |
| 3    | Red Bull Racing-Honda     | 3   | 4    | 4   | 4   | 3   | 4   | 5   | 4   | 1R  | 4   | 1R  | 2P R | 5   | 6   | 3   | 4   | Ab  | 5    | 3   | 1P   | 2    | 417    |
| 3    | Red Bull Racing-Honda     | 11  | 8    | 6R  | Ab  | 6   | 5R  | 8   | 10  | 7   | 5   | 14* | 6    | Ab  | 8   | 6   | 5   | 4   | 6    | 5   | 14   | 6    | 417    |
| 4    | McLaren-Renault           | 12  | 6    | 14  | 7   | 8   | 6   | 11  | 6   | 6   | 6   | 5   | 5    | 11* | 10  | 7   | 6   | 5   | 13   | 7   | 3    | 8    | 145    |
| 4    | McLaren-Renault           | Ab  | 19*  | 18* | 8   | Ab  | 11  | Ab  | 9   | 8   | 11  | Ab  | 9    | Ab  | Ab  | 12  | 8   | 11  | Ab   | 8   | 8    | 10   | 145    |
| 5    | Renault                   | 7   | 17*  | 7   | 14  | 12  | 9   | 6   | 8   | 12  | 7   | Ab  | 12   | 8   | 4   | 9   | 10  | DSC | 8    | 6   | 6    | 11   | 91     |
| 5    | Renault                   | Ab  | 18*  | Ab  | Ab  | 13  | 13  | 7   | 11  | 13  | 10  | Ab  | 14   | 14  | 5   | 14  | Ab  | 10  | 9    | 15  | 12   |      | 91     |
| 6    | Scuderia Toro Rosso-Honda | 10  | 9    | 10  | 11  | 9   | 7   | 10  | 14  | 15  | 9   | 3   | 10   | 7   | 11  | 8   | 12  | 10  | 9    | 12  | 2    | 9    | 85     |
| 6    | Scuderia Toro Rosso-Honda | 14  | 12   | Ab  | Ab  | 11  | 8   | Ab  | 15  | 17  | 12  | 6   | 15   | 9   | Ab  | 15  | 14  | 7   | 11   | 16  | 10   | 18   | 85     |
| 7    | Racing Point-BWT Mercedes | 9   | 10   | 8   | 6   | 15  | 12  | 9   | 12  | 11  | 13  | 4   | 11   | 6   | 7   | 13  | 7   | 9   | 7    | 10  | 9    | 7    | 73     |
| 7    | Racing Point-BWT Mercedes | 13  | 14   | 12  | 9   | Ab  | 16  | 12  | 13  | 14  | 17  | Ab  | 17   | 10  | 12  | Ab  | 11  | 8   | 12   | 13  | Ab   | Ab   | 73     |
| 8    | Alfa Romeo Racing-Ferrari | 8   | 7    | 9   | 10  | 14  | 17  | 13  | 7   | 9   | 8   | 12  | 7    | 16  | 9   | 10  | 13  | 12  | 14   | 11  | 4    | 13   | 57     |
| 8    | Alfa Romeo Racing-Ferrari | 15  | 11   | 15  | 12  | 16  | 19  | 15  | 16  | 10  | Ab  | 13  | 18   | 18* | 15  | Ab  | 15  | 14  | Ab   | 14  | 5    | 16   | 57     |
| 9    | Haas-Ferrari              | 6   | 13   | 11  | 13  | 7   | 10  | 14  | 17  | 16  | Ab  | 7   | 13   | 12  | 16  | 11  | 9   | 13  | 15   | 15  | 11   | 14   | 28     |
| 9    | Haas-Ferrari              | Ab  | Ab   | 13  | Ab  | 10  | 14  | 17  | Ab  | 19  | Ab  | 8   | Ab   | 13  | Ab  | 17R | Ab  | 15  | 17   | 18* | 13   | 15   | 28     |
| 10   | Williams-Mercedes         | 16  | 15   | 16  | 15  | 17  | 15  | 16  | 18  | 18  | 14  | 10  | 16   | 15  | 14  | 16  | Ab  | 17  | 16   | 17  | 12   | 17   | 1      |
| 10   | Williams-Mercedes         | 17  | 16   | 17  | 16  | 18  | 18  | 18  | 19  | 20  | 15  | 11  | 19   | 17  | 17  | Ab  | Ab  | 16  | 18   | Ab  | 16   | 19   | 1      |
| Poz. | Constructor               | AUS | BHR  | CHN | AZE | SPA | MON | CAN | FRA | AUT | GBR | GER | UNG  | BEL | ITA | SIN | RUS | JAP | MEX  | SUA | BRA  | ABU  | Puncte |

| Legendă      | Legendă                                                |
| Culoare      | Rezultat                                               |
| ------------ | ------------------------------------------------------ |
| Auriu        | Câștigător                                             |
| Argintiu     | Locul 2                                                |
| Bronz        | Locul 3                                                |
| Verde        | Alte locuri care punctează                             |
| Albastru     | Alte locuri                                            |
| Albastru     | Nu s-a clasat, dar a terminat cursa (NC)               |
| Purpuriu     | A abandonat cursa (Ab)                                 |
| Negru        | Descalificat (DSC)                                     |
| Alb          | Nu a luat startul (NS)                                 |
| Roșu         | Nu s-a calificat (NSC)                                 |
| Fără culoare | Retras înainte de calificări (Ret)                     |
| Fără culoare | Exclus (EX)                                            |
| Fără culoare | Nu a participat (celulă goală)                         |
| Adnotare     | Însemnătate                                            |
| P            | Pole position                                          |
| R            | Cel mai rapid tur                                      |
| *            | Nu a terminat, dar a parcurs mai mult de 90% din cursă |

Note:
- Pozițiile sunt sortate după cel mai bun rezultat, rândurile nefiind legate de piloți. În caz de egalitate de puncte, cele mai bune poziții obținute au determinat rezultatul.

## Recorduri
| Loc | Pilot            | Nr. |
| --- | ---------------- | --- |
| 1   | Lewis Hamilton   | 11  |
| 2   | Valtteri Bottas  | 4   |
| 3   | Max Verstappen   | 3   |
| 4   | Charles Leclerc  | 2   |
| 5   | Sebastian Vettel | 1   |

| Loc | Pilot            | Nr. |
| --- | ---------------- | --- |
| 1   | Charles Leclerc  | 7   |
| 2   | Valtteri Bottas  | 5   |
| 2   | Lewis Hamilton   | 5   |
| 4   | Sebastian Vettel | 2   |
| 4   | Max Verstappen   | 2   |

| Loc | Pilot            | Nr. |
| --- | ---------------- | --- |
| 1   | Lewis Hamilton   | 6   |
| 2   | Charles Leclerc  | 4   |
| 3   | Max Verstappen   | 3   |
| 3   | Valtteri Bottas  | 3   |
| 5   | Pierre Gasly     | 2   |
| 5   | Sebastian Vettel | 2   |
| 7   | Kevin Magnussen  | 1   |

| Loc | Pilot              | Nr. |
| --- | ------------------ | --- |
| 1   | Romain Grosjean    | 7   |
| 2   | Lando Norris       | 6   |
| 3   | Daniel Ricciardo   | 5   |
| 4   | Carlos Sainz Jr.   | 4   |
| 5   | Daniil Kveat       | 3   |
| 5   | Nico Hülkenberg    | 3   |
| 5   | Kevin Magnussen    | 3   |
| 5   | Charles Leclerc    | 3   |
| 5   | Sebastian Vettel   | 3   |
| 5   | Lance Stroll       | 3   |
| 11  | Kimi Räikkönen     | 2   |
| 11  | Max Verstappen     | 2   |
| 11  | Pierre Gasly       | 2   |
| 11  | Sergio Pérez       | 2   |
| 11  | Antonio Giovinazzi | 2   |
| 11  | George Russell     | 2   |
| 11  | Robert Kubica      | 2   |
| 11  | Valtteri Bottas    | 2   |
| 19  | Alexander Albon    | 1   |